# Chiesa di Santa Giustina (Bardi)
La chiesa di Santa Giustina è un luogo di culto cattolico dalle forme barocche, situato nel piccolo borgo di Santa Giustina Val di Lecca, frazione di Bardi, in provincia di Parma e diocesi di Piacenza-Bobbio; è sede di una parrocchia compresa nel vicariato della Val Taro e Val Ceno.

## Storia
Il luogo di culto originario fu costruito in epoca medievale; la più antica testimonianza della sua esistenza risale al 1352, quando la cappella fu citata nella Ratio Decimarum della diocesi di Piacenza tra le dipendenze della pieve di Pione.
Nel 1577 la chiesa fu elevata a sede parrocchiale autonoma.
Intorno al 1780 l'antico edificio fu abbattuto e nel 1782 furono avviati i lavori di ricostruzione del tempio in forme barocche; gli interventi furono completati nel 1785.
Il 2 luglio del 1883 il tempio fu solennemente consacrato dal vescovo di Piacenza Giovanni Battista Scalabrini.

## Descrizione

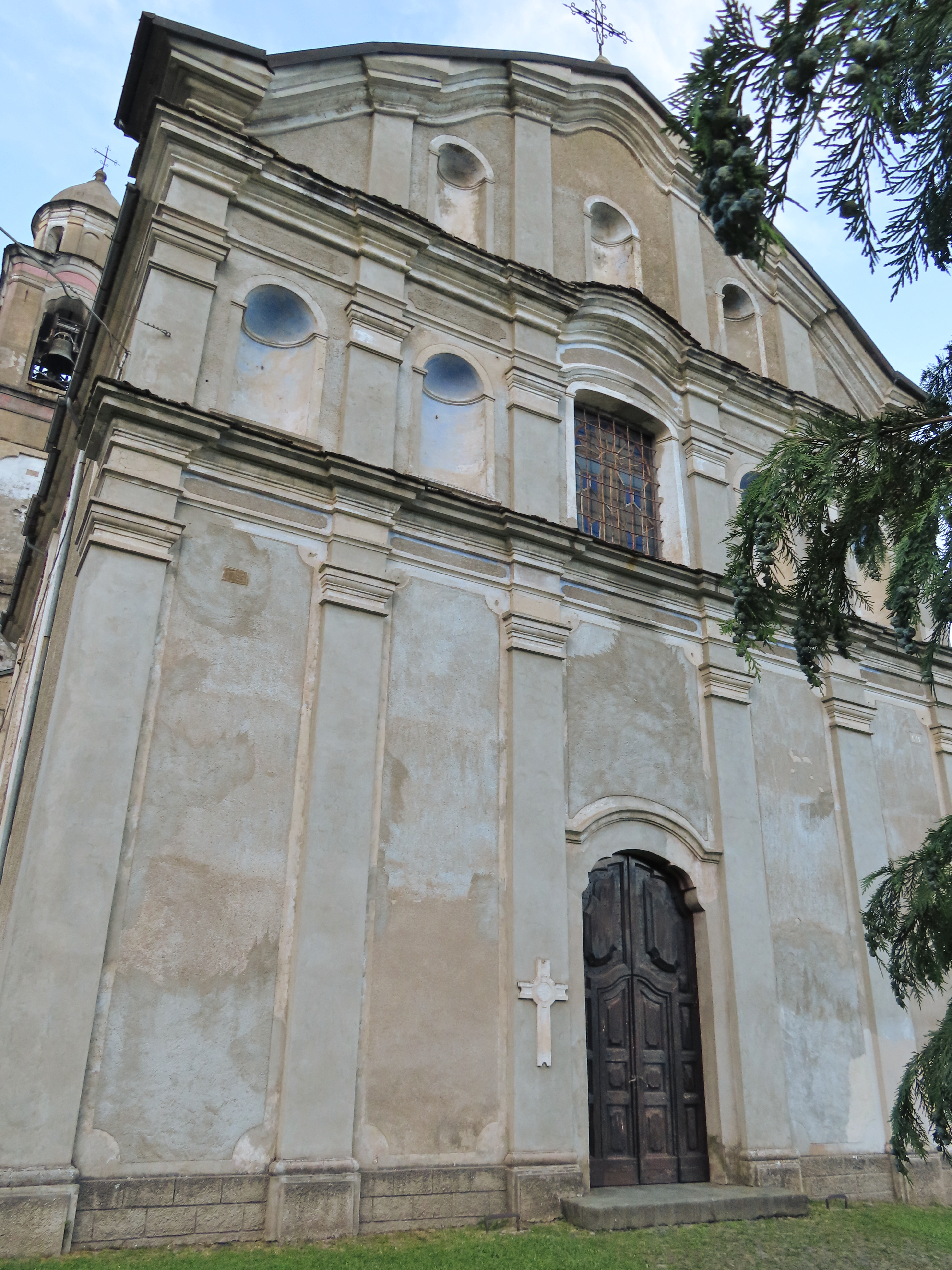
Facciata

La chiesa si sviluppa su un impianto a navata unica affiancata da tre cappelle per lato, con ingresso a ovest e presbiterio absidato a est.
La simmetrica facciata a capanna, interamente intonacata come il resto dell'edificio, è suddivisa orizzontalmente in tre parti da due cornicioni modanati in rilievo. Inferiormente si elevano sei lesene coronate da capitelli dorici; al centro è collocato l'ampio portale d'accesso ad arco a tutto sesto, delimitato da una cornice; ai lati gli spazi sono decorati con specchiature rettangolari con spigoli smussati. Al secondo ordine si ergono in continuità con quelle sottostanti sei lesene doriche; nel mezzo si apre un finestrone ad arco ribassato, affiancato da quattro nicchie a tutto sesto. Superiormente si innalzano quattro lesene doriche in continuità con quelle centrali sottostanti; nel mezzo i tre spazi sono arricchiti con altrettante nicchie a tutto sesto. Il prospetto è coronato da un cornicione ad arco acuto, sormontato al centro da un piccolo pinnacolo su cui si erge una croce metallica.

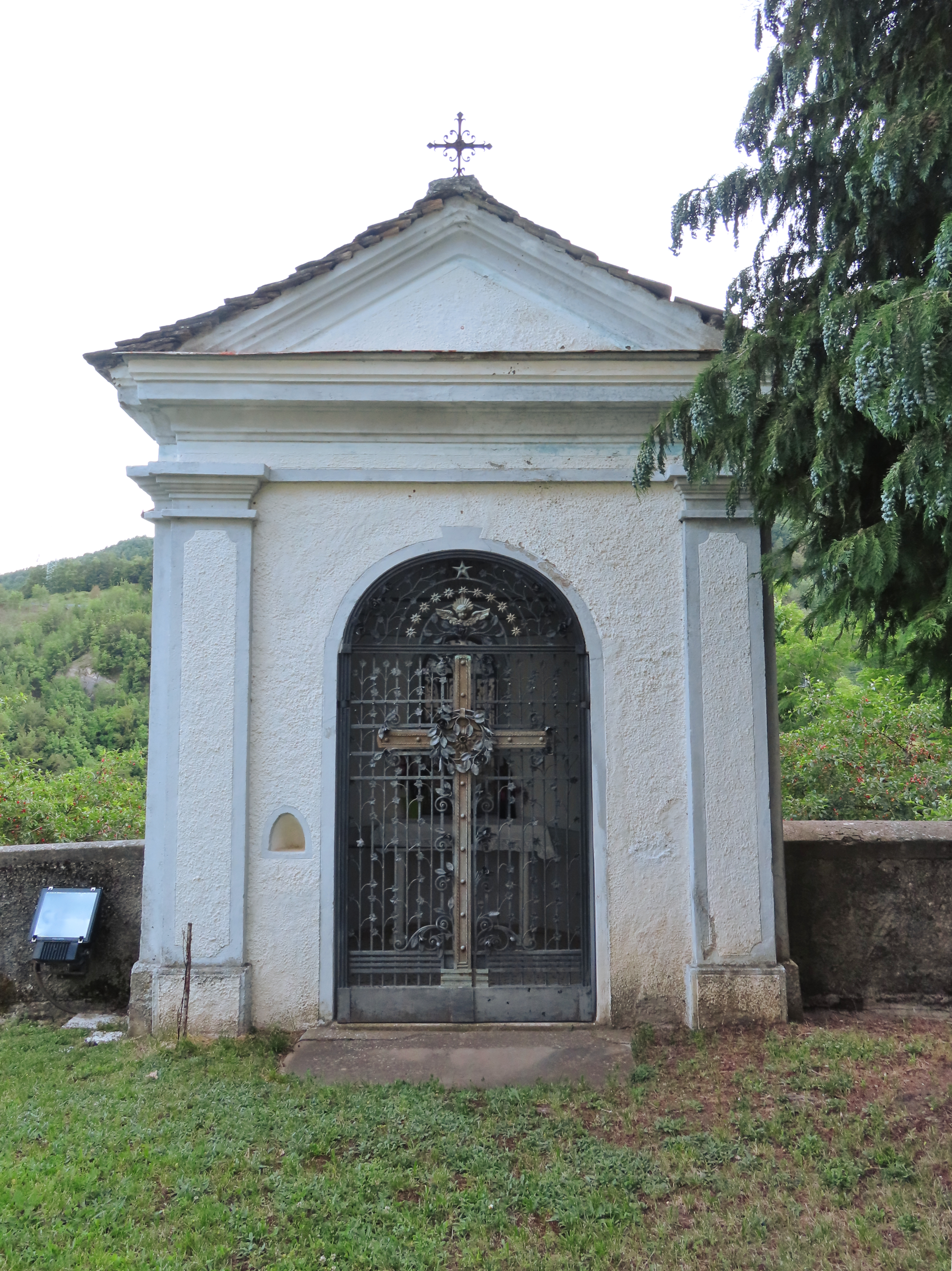
Cappella di Santa Teresa

Davanti alla facciata si estende il sagrato di forma semicircolare; di fronte all'ingresso si erge la piccola cappella neoclassica di Santa Teresa, sviluppata su una pianta absidata; il prospetto è delimitato da due lesene doriche, a sostegno del frontone triangolare di coronamento, mentre al centro si apre un'ampia arcata a tutto sesto.

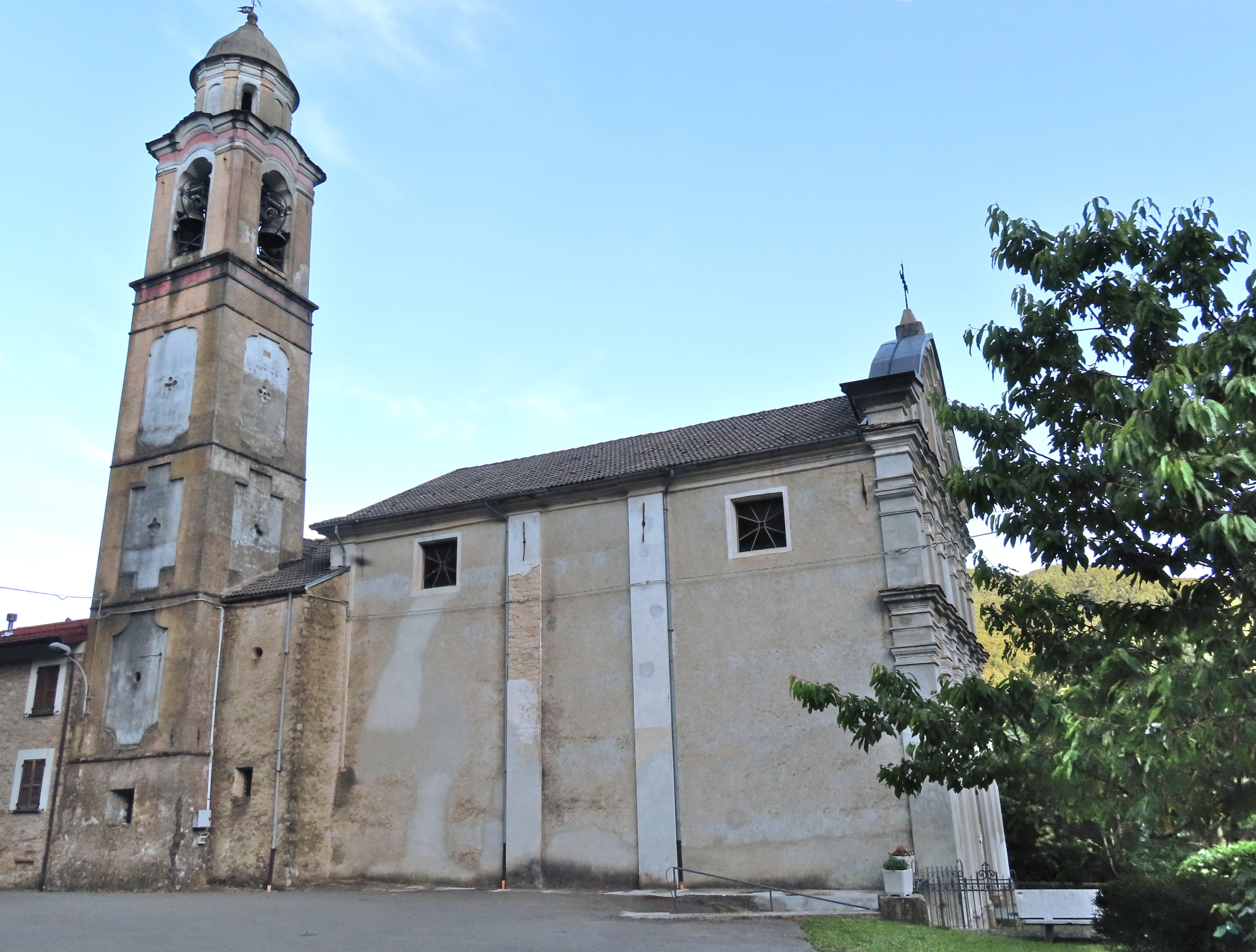
Facciata e lato nord-ovest

I fianchi della chiesa sono scanditi in tre campate da due lesene doriche; in sommità si aprono in corrispondenza della prima e della terza due piccole finestre quadrate; dal lato destro aggettano i bassi volumi della sagrestia e della sala parrocchiale, mentre al termine del prospetto sinistro si erge su tre ordini, suddivisi da fasce marcapiano e ornati con specchiature rettangolari con spigoli smussati, il campanile; la cella campanaria si affaccia sulle quattro fronti attraverso ampie monofore ad arco trilobato, delimitate da lesene; più in alto si eleva oltre il cornicione mistilineo in aggetto una lanterna a pianta circolare, decorata con otto lesene e quattro aperture a tutto sesto alternate a nicchie; a coronamento si staglia una piccola cupola.
Sul retro si estende in continuità col presbiterio la canonica; l'alta abside è illuminata da una finestra centrale quadrilobata e da un'ampia monofora sulla destra.
All'interno la navata è coperta da una volta a botte lunettata decorata con affreschi raffiguranti vari simboli religiosi dell'Antico Testamento; i lati sono scanditi in tre campate da lesene doriche d'ordine gigante, a sostegno del cornicione perimetrale modanato; in corrispondenza della prima e della terza si affacciano due alte cappelle per parte, chiuse superiormente da volte a botte dipinte; la seconda campata è affiancata dalle basse arcate a tutto sesto delle cappelle, dedicate al Cristo Morto sulla destra e a santa Lucia sulla sinistra, e in sommità dalle nicchie ad arco a tutto sesto contenenti le statue rispettivamente del Cristo e di San Giuseppe.
Il presbiterio, lievemente sopraelevato, è preceduto dall'arco trionfale a tutto sesto, retto da due paraste doriche, di cui quella sinistra a sostegno del settecentesco pulpito ligneo intagliato; l'ambiente, coperto da una volta a botte decorata con affreschi, accoglie l'altare maggiore marmoreo a mensa, aggiunto nel 1997 unitamente al leggio; sul fondo l'abside, chiusa superiormente dal catino con spicchi a vela lunettati, conserva il coro realizzato da Romolo Campanini nel 1780 per il monastero di San Francesco di Bardi, soppresso nel 1805.
La chiesa ospita altre opere di pregio, in gran parte provenienti dal convento bardigiano, tra cui varie statue seicentesche e settecentesche e dipinti ottocenteschi; nella sagrestia si trova infine un credenzone ligneo intagliato dal Campanini.